# Rupert IV van Nassau
Rupert IV van Nassau († na 1 januari 1239), Duits: Rupert IV. Graf von Nassau, was graaf van Nassau. Hij werd later ridder van de Duitse Orde.

## Biografie
Rupert was een zoon van graaf Walram I van Nassau en een zekere Kunigunde, mogelijk een dochter van een graaf van Spanheim of een dochter van graaf Poppo II van Ziegenhain.
Rupert wordt voor het eerst vermeld in een oorkonde gedateerd 20 maart 1198, samen met zijn moeder en zijn broer Hendrik II. Deze vermelding betekent dat hij en zijn broer toen meerderjarig waren, dat wil zeggen de leeftijd van 12 jaar hadden bereikt.
Rupert wordt tussen 1198 en 1230 vermeld als graaf van Nassau. Hij regeerde samen met zijn broer Hendrik.
Ruperts vader, Walram I, had de Koningshof Wiesbaden van keizer Frederik I ‘Barbarossa’ in leen ontvangen. De Nassause bezittingen in dit gebied werden rond 1214 uitgebreid toen Ruperts broer Hendrik de rijksvoogdij (Reichsvogtei) over Wiesbaden en de omliggende Königssondergau ontving, die hij als leen hield. 

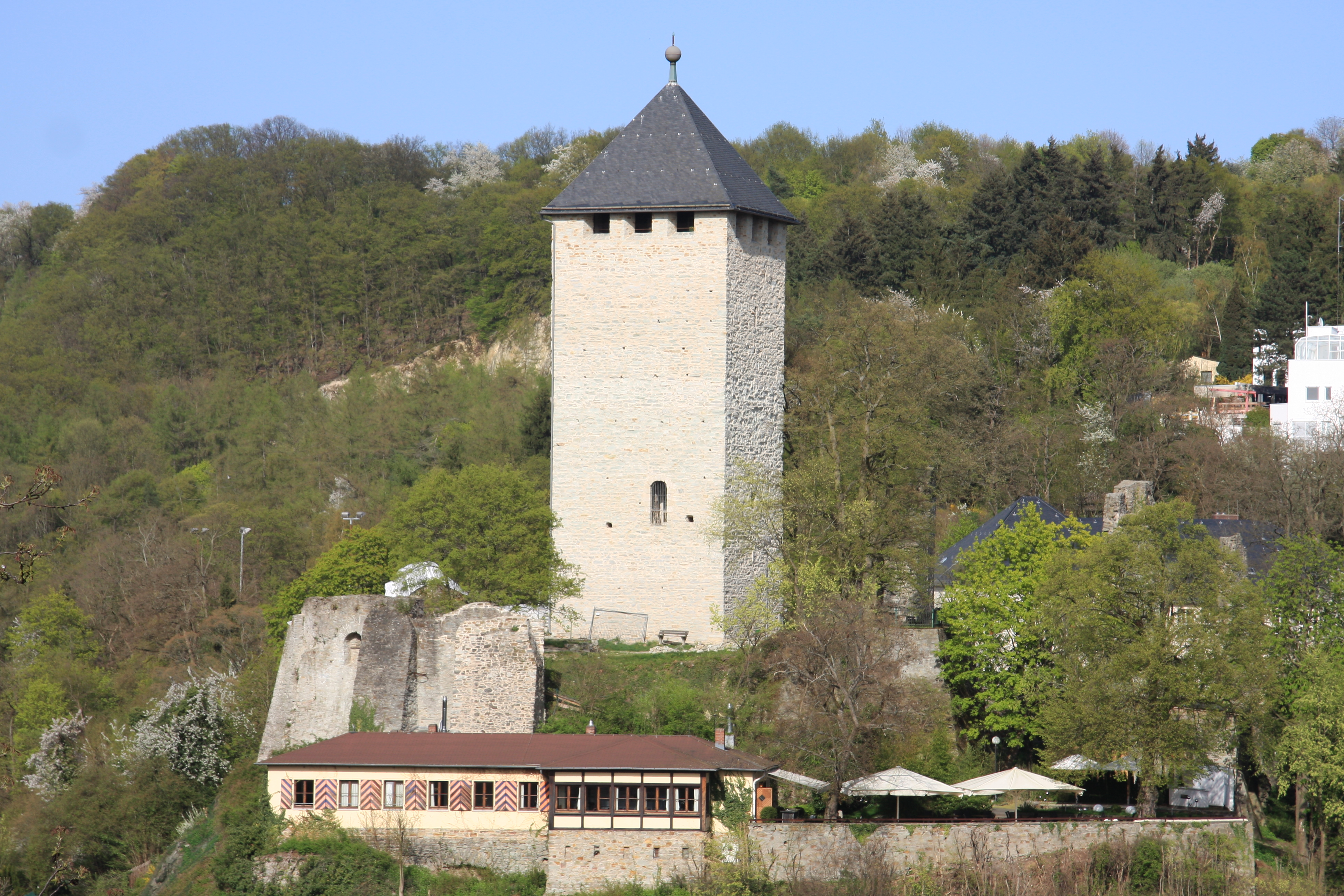
De Burcht Sonnenberg

Rond 1200 begonnen Hendrik en Rupert met de bouw van de Burcht Sonnenberg op een uitloper van de Taunus ten noorden van Wiesbaden. Dit was bedoeld als bescherming tegen de aartsbisschop van Mainz en zijn vazallen, de heren van Eppstein, die de landen grenzend aan Wiesbaden bezaten. Maar het kapittel van de Sint-Maarten in Mainz claimde Sonnenberg als hun bezit. Om dit conflict op te lossen betaalde Nassau in 1221 een bedrag van 30 mark aan het kapittel om het land van Sonnenberg te verkrijgen. Ze werden gedwongen om de soevereiniteit van de aartsbisschop van Mainz over de Burcht Sonnenberg te erkennen en hielden de burcht als leen van Mainz.

Rupert wordt in 1230 vermeld als ridder van de Duitse Orde. Bij zijn overlijden liet hij zijn erfenis aan de orde na. Dit zou uiteindelijk leiden tot conflicten tussen het Huis Nassau en de Duitse Orde.

## Huwelijk
Rupert huwde vóór 11 december 1215 met Gertruda († ca. 1222), mogelijk een dochter van de graaf van Cleeberg. Uit dit huwelijk zijn geen kinderen bekend.

## Voorouders
| Voorouders van Rupert IV van Nassau | Voorouders van Rupert IV van Nassau                                          | Voorouders van Rupert IV van Nassau                                                        | Voorouders van Rupert IV van Nassau                      | Voorouders van Rupert IV van Nassau                      | Voorouders van Rupert IV van Nassau                      | Voorouders van Rupert IV van Nassau                      | Voorouders van Rupert IV van Nassau                      | Voorouders van Rupert IV van Nassau                      |
| ----------------------------------- | ---------------------------------------------------------------------------- | ------------------------------------------------------------------------------------------ | -------------------------------------------------------- | -------------------------------------------------------- | -------------------------------------------------------- | -------------------------------------------------------- | -------------------------------------------------------- | -------------------------------------------------------- |
| Betovergrootouders                  | Dudo van Laurenburg (?–vóór 1124) ⚭ ... van Arnstein (?–?)                   | Walram II ‘de Heiden’ van Limburg (1080/85–1139) ⚭ 1107/10 Jutta van Gelre (ca. 1087–1151) | ? (?–?) ⚭ ? (?–?)                                        | ? (?–?) ⚭ ? (?–?)                                        | ? (?–?) ⚭ ? (?–?)                                        | ? (?–?) ⚭ ? (?–?)                                        | ? (?–?) ⚭ ? (?–?)                                        | ? (?–?) ⚭ ? (?–?)                                        |
| Overgrootouders                     | Rupert I van Laurenburg (?–1154) ⚭ vóór 1135 Beatrix van Limburg (?–na 1164) | Rupert I van Laurenburg (?–1154) ⚭ vóór 1135 Beatrix van Limburg (?–na 1164)               | ? (?–?) ⚭ ? (?–?)                                        | ? (?–?) ⚭ ? (?–?)                                        | ? (?–?) ⚭ ? (?–?)                                        | ? (?–?) ⚭ ? (?–?)                                        | ? (?–?) ⚭ ? (?–?)                                        | ? (?–?) ⚭ ? (?–?)                                        |
| Grootouders                         | Rupert II van Laurenburg ? (?–1158) ⚭ ? (?–?)                                | Rupert II van Laurenburg ? (?–1158) ⚭ ? (?–?)                                              | Rupert II van Laurenburg ? (?–1158) ⚭ ? (?–?)            | Rupert II van Laurenburg ? (?–1158) ⚭ ? (?–?)            | ? (?–?) ⚭ ? (?–?)                                        | ? (?–?) ⚭ ? (?–?)                                        | ? (?–?) ⚭ ? (?–?)                                        | ? (?–?) ⚭ ? (?–?)                                        |
| Ouders                              | Walram I van Nassau (ca. 1146–1198) ⚭ Kunigunde (?–1198)                     | Walram I van Nassau (ca. 1146–1198) ⚭ Kunigunde (?–1198)                                   | Walram I van Nassau (ca. 1146–1198) ⚭ Kunigunde (?–1198) | Walram I van Nassau (ca. 1146–1198) ⚭ Kunigunde (?–1198) | Walram I van Nassau (ca. 1146–1198) ⚭ Kunigunde (?–1198) | Walram I van Nassau (ca. 1146–1198) ⚭ Kunigunde (?–1198) | Walram I van Nassau (ca. 1146–1198) ⚭ Kunigunde (?–1198) | Walram I van Nassau (ca. 1146–1198) ⚭ Kunigunde (?–1198) |